# Kluky (okres Mladá Boleslav)
Obec Kluky se nachází v okrese Mladá Boleslav, kraj Středočeský. Rozkládá se asi čtrnáct kilometrů západně od Mladé Boleslavi. Žije zde 70 obyvatel. Zástavba v jádru obce je chráněná jako vesnická památková zóna.

## Historie
První písemná zmínka o obci pochází z roku 1352.

### Územněsprávní začlenění
Dějiny územněsprávního začleňování zahrnují období od roku 1850 do současnosti. V chronologickém přehledu je uvedena územně administrativní příslušnost obce v roce, kdy ke změně došlo:
- 1850 země česká, kraj Jičín, politický okres Mladá Boleslav, soudní okres Bělá[5]
- 1855 země česká, kraj Mladá Boleslav, soudní okres Bělá[5]
- 1868 země česká, politický okres Mnichovo Hradiště, soudní okres Bělá[5]
- 1939 země česká, Oberlandrat Jičín, politický okres Mnichovo Hradiště, soudní okres Bělá pod Bezdězem[6]
- 1942 země česká, Oberlandrat Praha, politický okres Mladá Boleslav, soudní okres Bělá pod Bezdězem[7]
- 1945 země česká, správní okres Mnichovo Hradiště, soudní okres Bělá pod Bezdězem[8]
- 1949 Liberecký kraj, okres Doksy[9]
- 1960 Středočeský kraj, okres Mladá Boleslav[10]

### Rok 1932
Ve vsi Kluky s 244 obyvateli v roce 1932 byly evidovány tyto živnosti a obchody: cihelna, 2 hostince, kovář, krejčí, 4 rolníci, trafika, velkostatek.

## Doprava
Silniční doprava
Obcí prochází silnice II/259 Mladá Boleslav - Kluky - Mšeno - Dubá.
Železniční doprava
Obec Kluky leží na železniční trati Mladá Boleslav – Mělník v úseku, který je v jízdním řádě uváděn v tabulce 064. Jedná se o jednokolejnou regionální trať, doprava byla v tomto úseku zahájena roku 1905. Přepravní zatížení trati mezi Mšenem a Mladou Boleslaví v roce 2011 činilo obousměrně 7 osobních vlaků. Na území obce leží mezilehlá železniční zastávka Trnová.
Autobusová doprava
V obci měly zastávku v pracovních dnech května 2011 příměstské autobusové linky Mšeno-Mladá Boleslav (4 spoje tam i zpět) (dopravce ČSAD Střední Čechy, a.s.) a Nosálov-Katusice (1 spoj zpět) (dopravce Kokořínský SOK, s.r.o.).

## Pamětihodnosti
- Usedlosti čp. 7, 12, 18, 29, 30 a 39
- Litý kříž na kamenném stylobatu (původně s nápisy) z roku 1841[14]

## Galerie

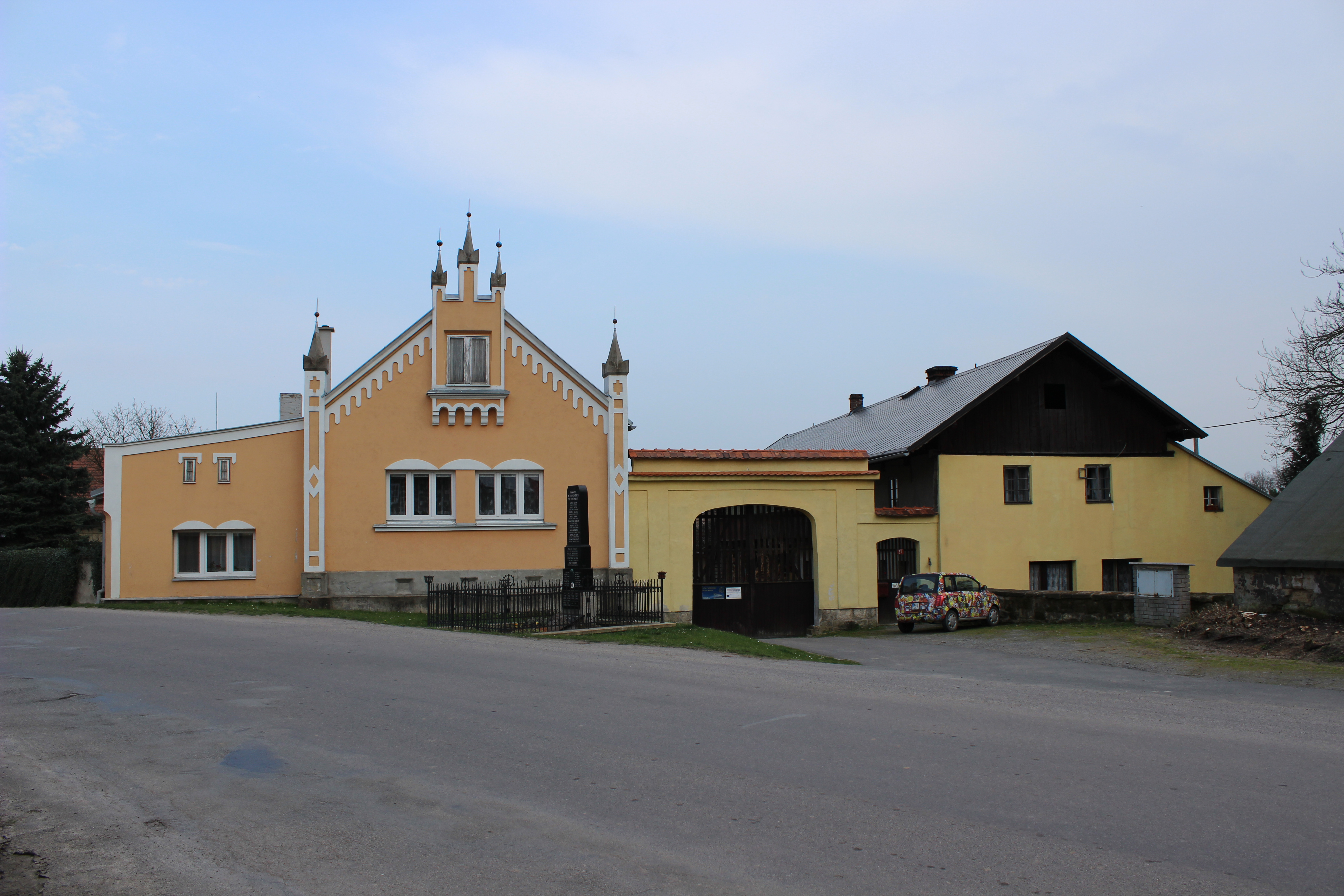
Usedlost čp. 21
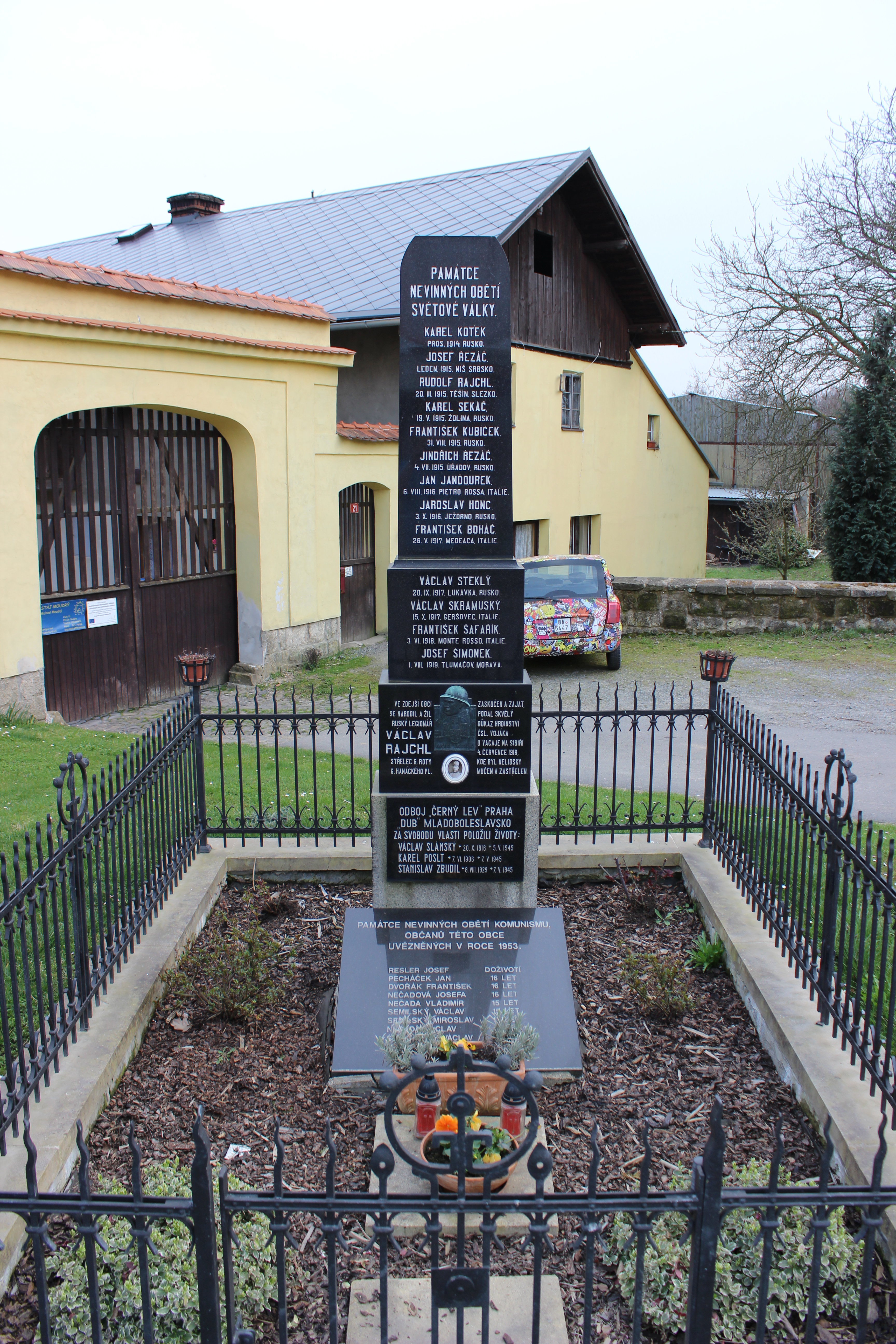
Pomník obětem válek a represí
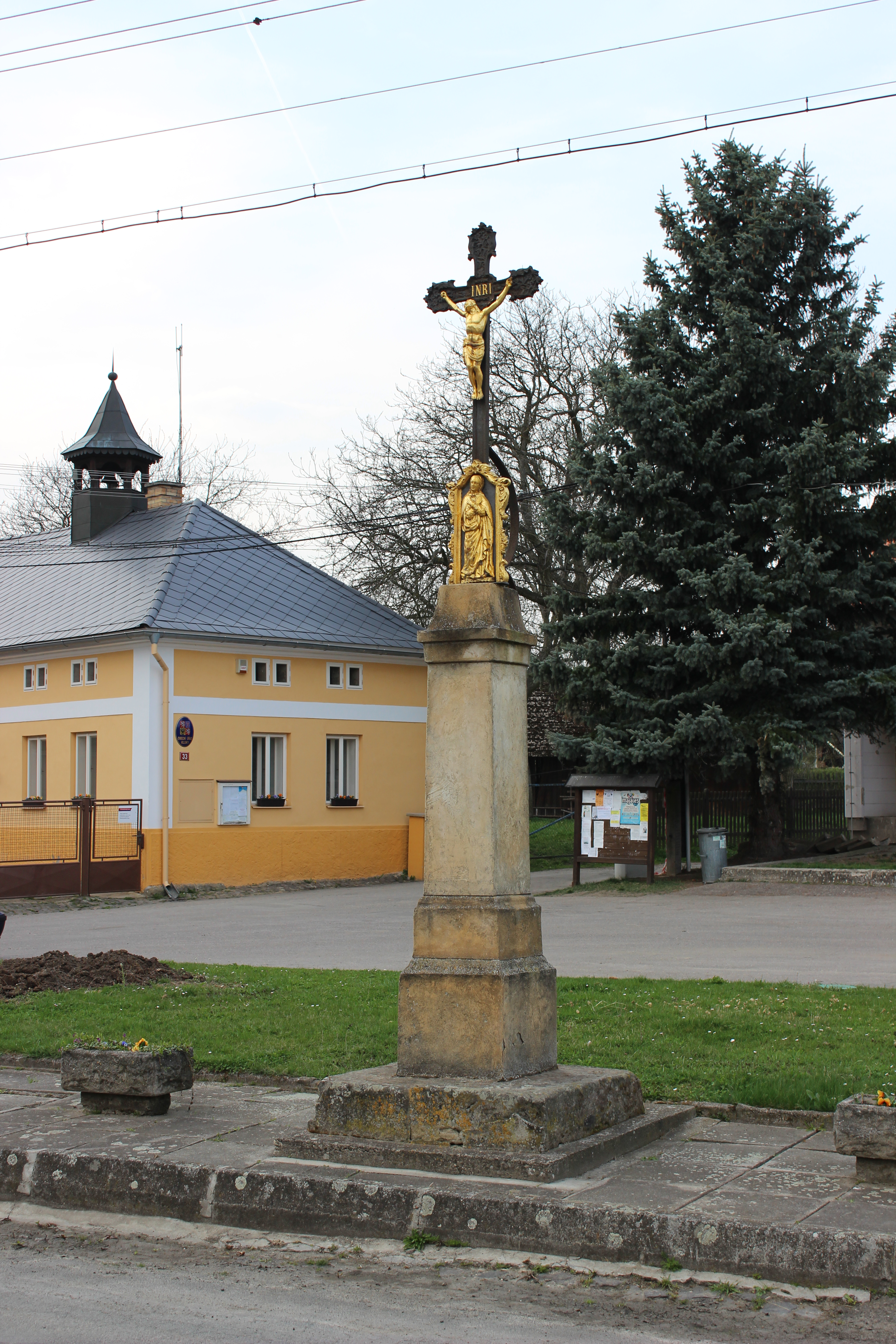
Křížek poblíž obecního úřadu
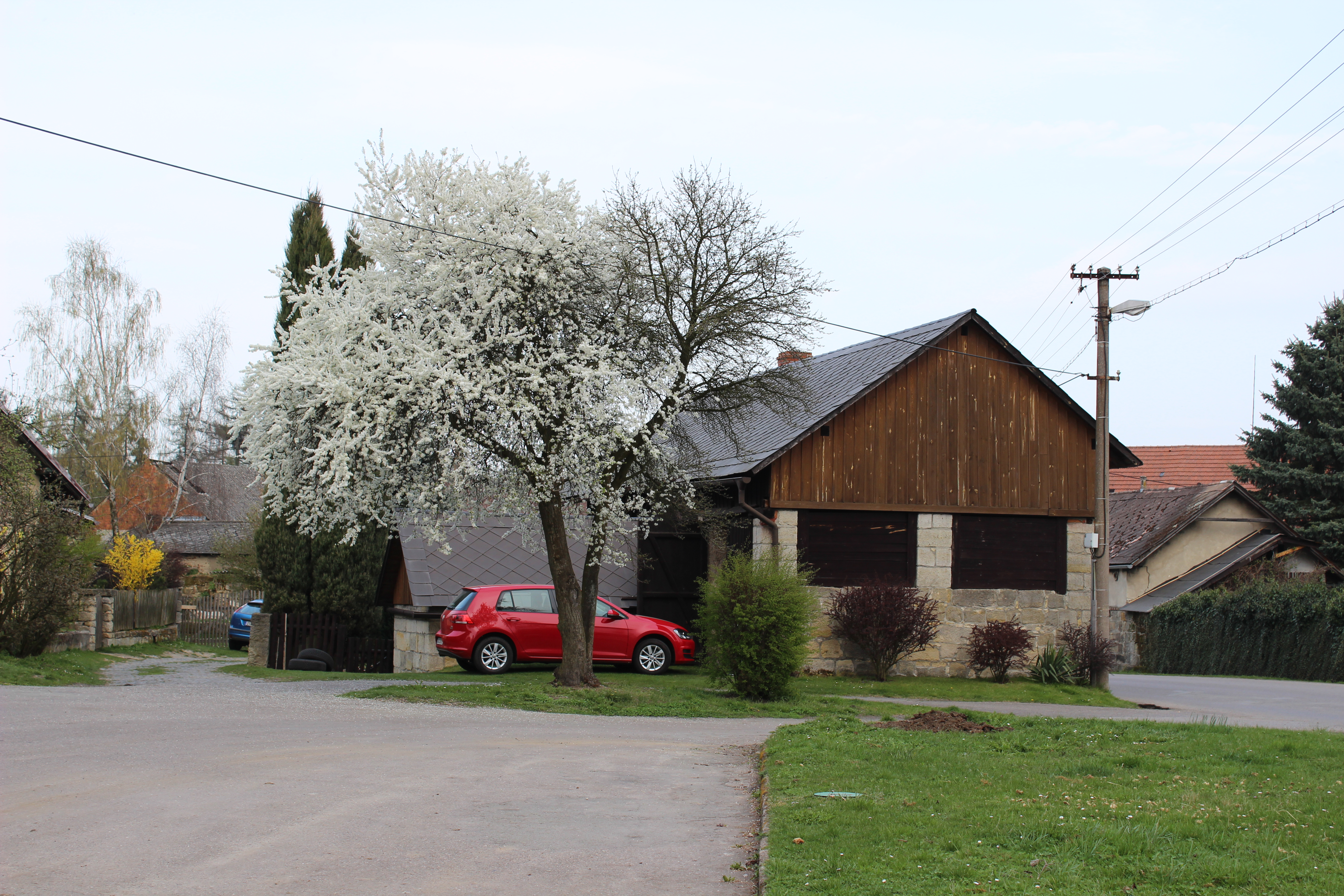
Prostranství u čp. 37